# Chrioloba trinotata
Chrioloba trinotata är en fjärilsart som beskrevs av W. Warren 1893. Chrioloba trinotata ingår i släktet Chrioloba och familjen mätare. Inga underarter finns listade i Catalogue of Life.